# Shōkoku no Altair
Shōkoku no Altair (japanisch 将国のアルタイル) ist eine Manga-Serie von Kotono Kato, die seit 2007 in Japan erscheint. 2017 erschien eine Anime-Adaption von Studio MAPPA.

## Inhalt
Mahmut ist ein junges Kriegswaisenkind und der jüngste Pascha in der Militärregierung Türkiye. Er möchte sicherstellen, dass es niemals zu einem Krieg kommt. Leider ist Türkiye nach der Ermordung eines Politikers der drohenden Bedrohung durch das militaristische Balt-Rhein-Reich ausgesetzt. Nachdem Mahmut eine wichtige Rolle bei der Lösung zweier Probleme in seinem Land gespielt hat, macht er sich auf den Weg, um mehr von der Außenwelt zu sehen, nur um Balt-Rheins wachsenden Einfluss auf den Kontinent zu beobachten. Um seine Heimat zu schützen, reisen Mahmut und seine Gefährten durch West Rumeliana, um Allianzen zwischen seinem Land und den anderen Nationen zu bilden, um sich gegen das Balt-Rhein-Reich und dessen erschreckende Expansion aufzuhalten. Mit der Gründung der dreigliedrigen Militärallianz von Türkiye, der Republik Venedik und dem Königreich Urado sowie der Zusammenarbeit mit der Cuore-Allianz kämpft die Antiimperiale Allianz im Großen Rumeliana-Krieg gegen das Balt-Rhein-Reich.

## Manga
Die Mangaserie wird seit 2007 im Magazin Gekkan Shōnen Sirius veröffentlicht. Die Kapitel werden von Kodansha in bisher 23 Sammelbänden veröffentlicht. Die nordamerikanische Tochtergesellschaft von Kodansha bringt eine englische Fassung heraus, Glénat eine französische.

## Animeserie
Im Dezember 2016 eröffnete Aniplex eine Website, auf der bekannt gegeben wurde, dass Kazuhiro Furuhashi eine Altair-Animeserie mit Studio MAPPA inszeniert, ohne jedoch weitere Einzelheiten anzugeben. Die 25 Minuten langen Folgen wurde am 7. Juli 2017 bis 22. Dezember 2017 von TBS in Japan ausgestrahlt. Die Plattform Amazon Video veröffentlichte die Serie international per Streaming, unter anderem mit deutschen und englischen Untertiteln.

### Synchronisation
| Rolle               | japanischer Sprecher (Seiyū) |
| ------------------- | ---------------------------- |
| Tuğril Mahmut Pasha | Ayumu Murase                 |
| Kyrus Apollodorus   | KENN                         |
| Abiriga             | Junichi Suwabe               |
| Zehir Zağanos Pasha | Makoto Furukawa              |
| Kara Kanat Süleyman | Katsuyuki Konishi            |
| Şehil Halil Pasha   | Kenichi Ogata                |

### Musik
Die Musik der Serie komponierten Ryo Kawasaki. Die ersten 13. Folgen ist das Vorspannlied Rasen no Yume von SId und der Abspann ist unterlegt mit Taiyo no Elegy von Flower. In der zweiten Hälfte ist das Vorspannlied Akairo von Civilian und der Abspann benutzt das Lied Windy von Chemistry.

## Auszeichnung
2017 gewann Shōkoku no Altair in der Kategorie Shōnen-Manga beim 41. jährlichen Kōdansha-Manga-Preis.